# Ngae
Ngae (Nkriang, Kha Koh), jedan od Katu naroda koji živi u tri provincije, Xekong, Saravan i Champasak, u 25 etnički miješanih sela južnom Laosu, poglavito s narodima Suay, Lao, Alak, Lavae i Tai Oi. Jezično (jezik se zove ngeq) Ngae pripadaju užoj podskupini Ngeq-Nkriang i srodni su narodu Khlor. Sami sebe nazivaju Nkriang, dok ih susjedni narodi nazivaju Kha Koh ili  'planinski ljudi' . Populacija: 12,189 (1995 popis). 

## Običaji i religija
Karakteristično za Ngae je to što su strastveni pušači i što s pušenjem počinju djeca već u osmoj godini života. Druga značajka je ta da novorođenče ne smije napuštati kuću sve dok u selu ne bude posvečen jedan bivol. Ngae religija je šamanska a u novije vrijeme neki od njih postali su kršćanima.  